# Sardinella janeiro
Sardinella janeiro är en fiskart som först beskrevs av Eigenmann, 1894.  Sardinella janeiro ingår i släktet Sardinella och familjen sillfiskar. Inga underarter finns listade i Catalogue of Life.